# レイモンド・F・ジョーンズ
レイモンド・F・ジョーンズ（Raymond F. Jones, 1915年11月15日 - 1994年1月24日）はアメリカ合衆国のSF作家。ユタ州生まれ。ジョン・W・キャンベルに育てられたSF黄金時代作家の1人。

## 作品
長編『星雲からきた少年』は、石泉社「少年少女科学小説選集」の第一巻として1955年（昭和30年）12月に刊行された。これは日本における翻訳ジュブナイルSFの最初のものである。
長編"The Cybernetic Brains (1962)"は『合成脳のはんらん』、『合成怪物』、『合成怪物の逆しゅう』の題で三度に渡って刊行された（いずれも半田倹一による児童向けの抄訳）。暗いストーリーと独特のガジェット（合成生物ゴセシケなど）で知られる。小説家滝本竜彦は、少年時代の読書についてインタビューを受けた際、「一番記憶に残ってる（原文ママ）」作品として本作を挙げている。
1952年の作品"This Island Earth"（未訳）は1955年に同題で映画化された。これはSF映画の古典の一つとして名高い。映画版は「宇宙水爆戦」のタイトルで日本にも紹介されている。ほかの未訳作としては長編"Renaissance"、短編集"The Toymaker"などがある。
短編には時間ものの「よろず修理します」"Pete can fix it (1947)"などがある。1960年代にはそれを含むいくつかの短編作品が日本にも紹介されたが、いずれも雑誌掲載（「S-Fマガジン」に訳載された）に留まっている。

## 作品リスト
日本語訳された単行本のみ挙げた。短編等については外部リンクを参照。
- Son of the Stars (1952)
  - 『星雲からきた少年』福島正実訳、石泉社（銀河書房）、1955年
  - 同上、講談社、1961年
  - 同上、1965年
- The Secret People (1956)
  - 『超人集団』矢野徹訳、久保書店QTブックス、1967年
- The Year When Stardust Fell (1958)
  - 『地球のさいご』土井耕訳、岩崎書店、1962年
- The Cybernetic Brains (1962)
  - 『合成脳のはんらん』半田倹一訳、岩崎書店、1967年
  - 『合成怪物』同上、1976年
  - 『合成怪物の逆しゅう』同上、2004年
- Moon Base One (1971)
  - 『月面基地SOS!』久保田幸子訳、角川文庫SFジュブナイル、1977年